# Microtus schelkovnikovi
Microtus schelkovnikovi é uma espécie de roedor da família Cricetidae.
Apenas pode ser encontrada no Azerbaijão.